# WBS Weekend
『WBS Weekend』（ダブルビーエス ウィークエンド）は、BSジャパンで2010年10月9日から2013年3月31日まで放送されていた経済報道・情報番組で、テレビ東京系列（TXN）とBSジャパン、日経CNBCおよび東海・近畿の独立テレビ局で放送されている『ワールドビジネスサテライト』（通称：WBS）のスピンオフ番組である。

## 概要
2010年10月期に大幅な番組改編を行ったBSジャパンで週末に放送されている経済報道・情報番組である。その週のWBSの番組内容をコンパクトにまとめたもの。週末にWBSの関連番組が放送されるのは、2002年10月から2008年3月までテレビ東京系列（TXN）とBSジャパン、日経CNBCおよび東海・近畿の独立テレビ局で放送されていた『ワールドビジネスサテライト土曜版』（通称：WBS土曜版）以来、2年半ぶりとなる。

## 主な番組内容
- TOPニュースセレクション

その週のWBSの番組内で伝えられたTOPニュースの中から数本を放送。キャスターである進藤隆富の取材後記が放送される場合がある。
- トレたまセレクション

その週に放送されたトレンドたまごのコーナーのダイジェスト版。放送されるのは取材VTR部分のみで、スタジオでの場面は放送されない。
- WBS特集

その週に放送された特集コーナーから数本放送。
- エンディング

東京の夜景・エンディングテーマをバックに
- - 月曜日のWBSの予告
  - NYダウ平均株価の終値
  - 翌週の予定
  - 日曜日の全国の天気

を表示。

## キャスター
アンカーウーマン
- 相内優香（テレビ東京アナウンサー）（2011年10月 - 2013年3月）

経済リポーター（VTR出演のみ）
- 進藤隆富（2010年10月 - 2013年3月）

取材VTRに登場。取材後記が放送される場合がある。
- 森本智子（テレビ東京アナウンサー）

取材VTRに登場。
トレンドたまご（VTR出演のみ いずれもテレビ東京アナウンサー）
- 相内優香
- 白石小百合
- 秋元玲奈
- 狩野恵里
- 繁田美貴

ナレーション
- 金沢寿一
- 小椋恵子
- 原なつ季
- 箕浦聖弓
- 西田紘二

### 過去の出演者
- 白石小百合（テレビ東京アナウンサー、2010年10月 - 2011年9月）

## エンディングテーマ曲
平日版と同じテーマ曲が使用される。
1. Piece Of Our Days（JUJU、2010年10月9日 - 2011年4月2日）
2. memories（今井美樹、2011年4月9日 - 2012年3月31日）
3. 旅人（Salyu、2012年4月7日 - 2012年9月29日）
4. Dear Mr.Tomorrow（秦基博、2012年10月6日 - 2013年3月31日）